# 脊足武田綿蟹
脊足武田綿蟹（学名：Takedromia cristatipes），又名脊足武綿蟹，为綿蟹科武田綿蟹屬下的一个种。